# Urbanización Los Olivos

## La Urbanización Los Olivos
La Urbanización Los Olivos es un núcleo residencial urbanizado ubicado en la Parroquia Caracciolo Parra Pérez, en la ciudad de Maracaibo, estado Zulia, Venezuela.
Esta urbanización está constituida, principalmente, por casas residenciales. Sin embargo, la misma posee varios edificios, parques, una iglesia, un club privado llamado Asociación de Propietarios de Los Olivos (Asoprolivos), un centro comercial, entre otras edificaciones.
Dichos terrenos eran un conjunto de parcelas propiedad de "Inversiones y Valores Faría La Roche Compañía anónima", la venta de dichos terrenos inicio en el año 1973.

## Los Olivos
Este sector de la ciudad de Maracaibo lleva el nombre del árbol perennifolio, longevo, que alcanza hasta 15 m de altura, con copa ancha y tronco grueso, retorcido y a menudo muy corto.
- Datos: Q6157338